# Der Balletterzherzog
Der Balletterzherzog (Titelzusatz Ein Wiener Spiel von Tanz und Liebe) ist ein österreichischer Stummfilm, den Max Neufeld 1926 nach einem Drehbuch, das er zusammen mit Jacques Bachrach und H.W. Czech geschrieben hatte, für den Produzenten Hugo Engel realisierte. Im Ausland lief er unter dem Titel Virtue bzw. The Prince and the Dancer. In den Hauptrollen waren neben dem beliebten Operettenkomiker Richard Waldemar auch die Damen Dina Gralla und Mizzi Griebl zu sehen. Die damals auch als Filmproduzentin in Erscheinung getretene Darstellerin Carmen Cartellieri spielte eine Prima Ballerina.

## Handlung
Eine Dreiecksgeschichte. Erzherzog Sixtus und sein Adjutant Paul konkurrieren um die Zuneigung der jungen Ballettelevin Gabi/Eliza. Diese steigt, unterstützt vom Zufall und einem Gerücht, zur Prima Ballerina der Wiener Staatsoper auf. Keck und verschmitzt weiß sie mit dieser Rolle umzugehen. Im finalen Manöver klären sich die Fronten. Militärische Ehre wie privates Glück werden gerettet.

## Produktionsnotizen

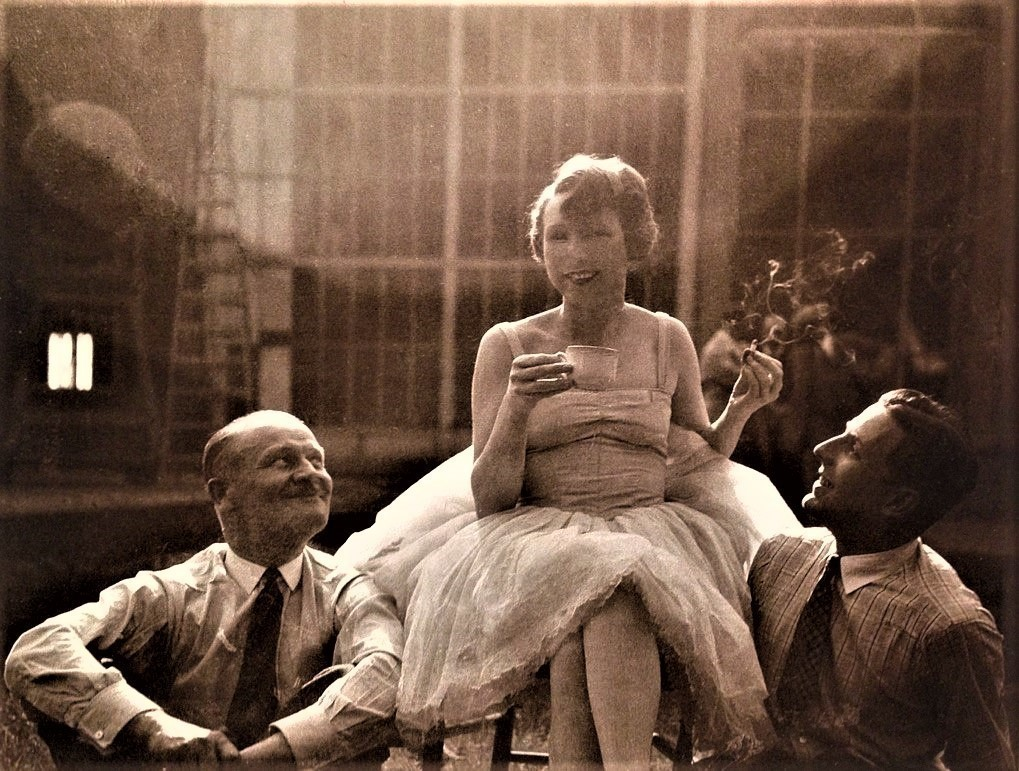
Privatphoto: „Albert Paulik, Dina Gralla, Werner Pittschau, (Protagonisten der Dreiecksgeschichte), Drehpause während des Films Der Balletterzherzog 1926.“ (Sammlung von Schauspieler Werner Pittschau).

Der Film, eine Produktion der Hugo Engel-Film GmbH (Wien), wurde von dem österreichischen Kamerapionier Hans Theyer photographiert. Die Bühnenbauten errichteten Hans Ledersteger und Franz Meschkan, in die Aufnahmeleitung teilten sich Willy Sturmfeld und Franz Plaszky. Der Regie assistierte der nachmals als Komödienspezialist bekannt gewordene E. W. Emo.
Nachdem er bereits am 29. Oktober 1926 im Elite-Kino Wien uraufgeführt worden war, wurde er der österreichischen Zensurbehörde am 5. September 1927 in einer Länge von 2328 Metern auf 6 Akte vorgelegt. Eine Pressevorführung gab es im Elite-Kino am 10. September 1927.
In Deutschland lag er der Reichsfilmzensur am 18. November 1927 vor, die ihn unter der Nummer B.17292 mit Jugendverbot belegte. Hier mass der Film 2559 Meter auf 6 Akte. Am 22. November 1927 wurde er mit geändertem Titel als Das K. und K. Ballettmädel im Berliner Beba-Palast Atrium erstaufgeführt.
Er wurde auch in Dänemark, Schweden und Portugal, in Übersee in Brasilien und Amerika gezeigt.

## Rezeption
„‚Etikette bis zur ungewollten Drôlerie, fein zugespitzte Intrige, Schranzentum, altösterreichische Schlamperei in Folio, Lebensfreude und Anmut, wie sie nur das Wien in seiner lachendsten Zeit hervorbringen konnte‘ - all das belebt Der Balletterzherzog in seiner ebenso komischen wie affirmativ-sentimentalen Grundanschauung. Zudem gelingt es dem Film, die Auswüchse der monarchistischen Klassengesellschaft in ein mildes Licht zu tauchen.“

„Die Handlung gibt oft nur den Vorwand zum Durchmessen von Raumfluchten, zum Streifen durch die Stadt, zur Ausstellung von Prunk und Repräsentation. Der Grundtenor ist Ironie. Nichts kann sich mehr wirklich ernst nehmen. Weder die alten, gichtigen Männer, die im Korsett ihrer Orden und ihres Rangs gehalten werden, noch die Gefühle, die kaum mehr Wert sind als das Schillern eines goldenen Knopfes an der Uniform. Der Balletterzherzog fällt dabei seltsam aus der Zeit. Historisch entzieht er sich der Bestimmung. Die Welt vor 1918 und der Ausdruck der zwanziger Jahre verschränken sich. Technisch am Ende der Stummfilmära entstanden, scheinen Dialoge oft direkt im Ohr nachzuhallen. Seinem Untertitel wird der Film jedenfalls gerecht: ein Geschichte von Liebe, Leben und Lachen.“

„Das Histörchen »von Liebe, Leben und Lachen«, wie der Untertitel reizvoll verheißt, bleibt gelassen in den genreimmanenten Bahnen: Möglich ist alles, ausprobiert wird viel, was am Ende rauskommt, ist von nahezu buddhistischer Wurschtizität. Wozu passt, dass man nie so recht sagen kann, wann der Film eigentlich spielt: Einmal wirkt das Telefon wie ein Einbruch der Science Fiction ins Stummfilm-Operetten-K.-K., ein anderes Mal haben die Figuren etwas Enthemmt-Spielfreudiges in der Zeit Zurückgebliebenes. Überhaupt ist es eine verwirrend verlorene Welt, durch die sie sich da amüsieren: Alle Pracht scheint in der Luft zu hängen, die Blicke links, rechts durch die Fluchten brechen sich in einer merkwürdigen Leere. Genre ohne Morgen in einem Österreich, das ein Jahr später realisieren wird, wie zerrissen es realiter ist, innerlich.“

Für den Kritiker Heinz Adamek ist Der Balletterzherzog sogar ein „satirischer Film“:

„Bereits im Oktober 1926 im Wiener Elite-Kino uraufgeführt, der Presse jedoch erst ein Jahr danach vorgestellt, erfährt dieser Streifen von Deutschland über Italien bis in die USA internationale Verbreitung. Nicht von ungefähr wird Neufeld von einem Kritiker wegen der hier persiflierten Sehnsüchte nach der »guten alten Zeit« und der Entschlackung von einer gewissen Patina mittels ironischer Brechung mit Ernst Lubitsch verglichen.“